# リアリズムの宿
『リアリズムの宿』（りありずむのやど）は、つげ義春の漫画。また、後に本作品および、同じくつげの『会津の釣り宿』の2作品を原作として2003年（平成15年）に制作された山下敦弘監督の日本映画。

## 漫画

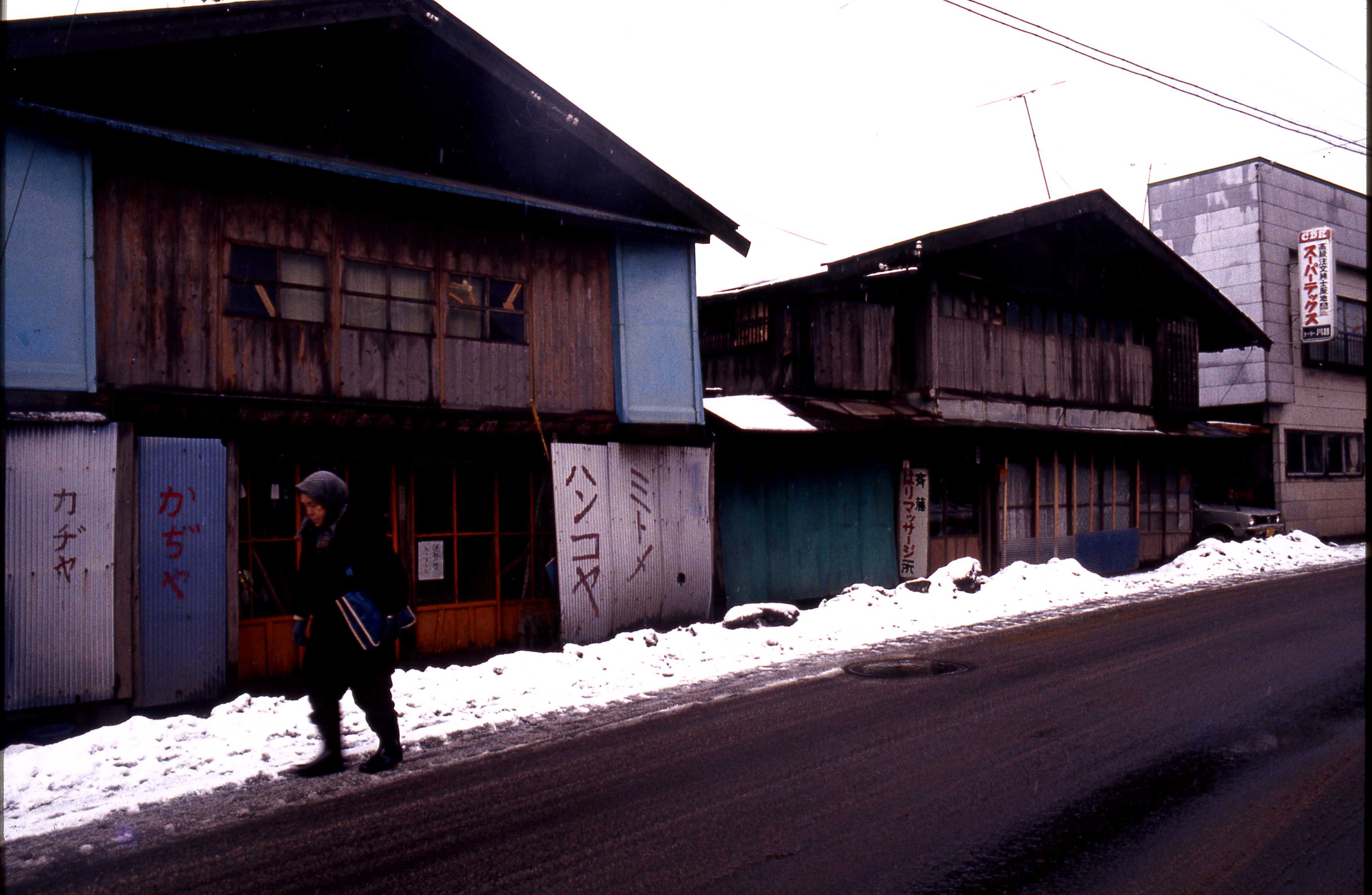
原作『リアリズムの宿』の舞台となった青森県西津軽郡鰺ヶ沢町（1980年撮影）

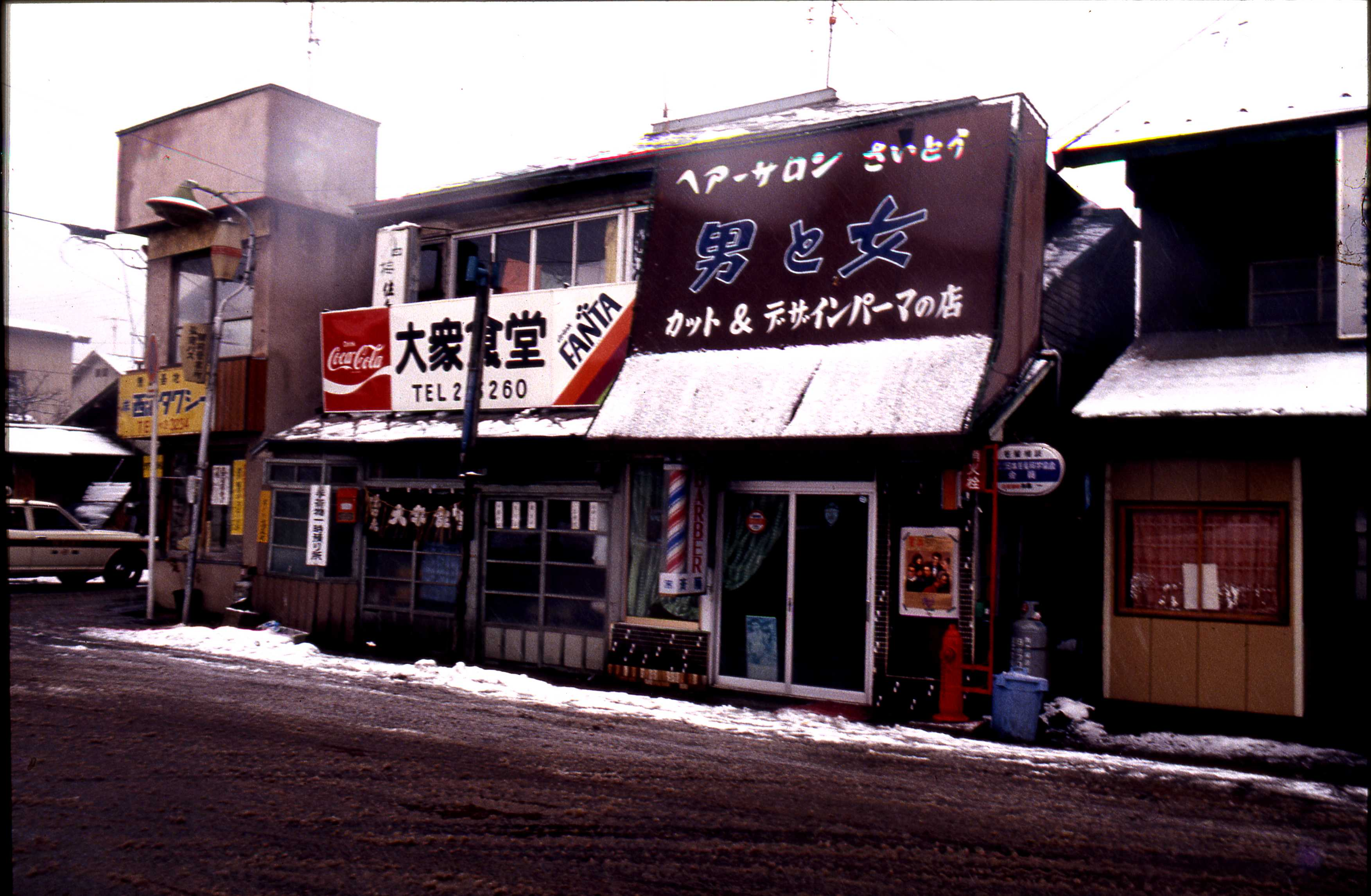
鰺ヶ沢は理髪店の多い町（1980年撮影）

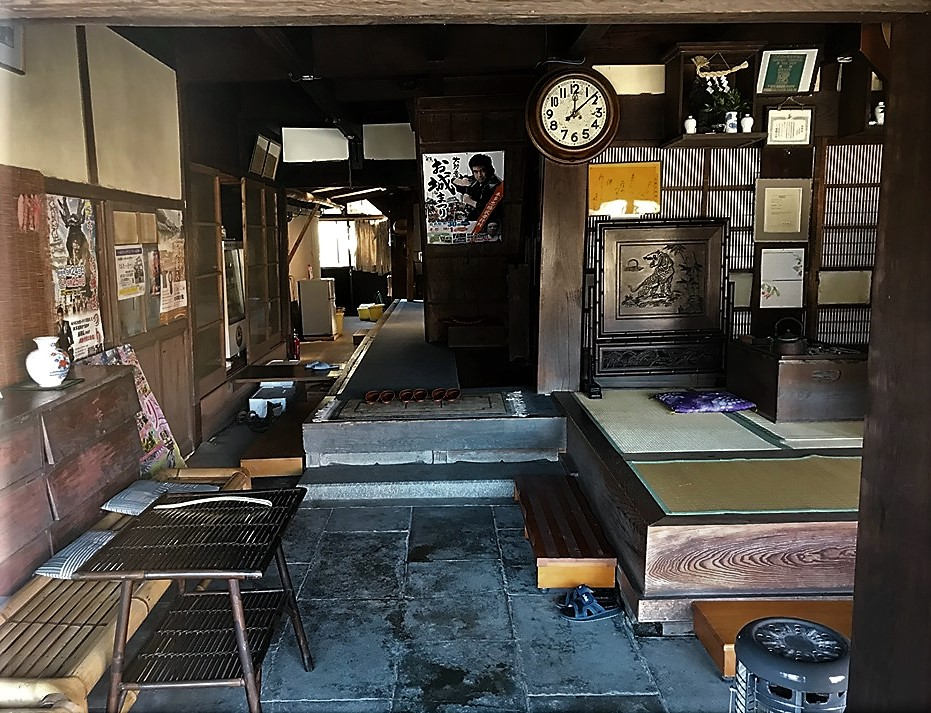
“理想の宿”として、帳場の佇まいが描かれた大屋旅館

1973年（昭和48年）発表の作品で、一連の「旅もの」の中でも秀逸かつコミカルな点で『庶民御宿』と双璧をなす。つげのユーモアのセンスとサービス精神が遺憾なく発揮され、最後のオチも決まっており完成度が高い。
作中には作品の舞台となった冬の暗く貧しげな鰺ヶ沢の町がリアルに描かれており、作品の「悲壮さ」をいっそう高めるのに役立っている。「鰺ヶ沢は漁港の町で床屋がやたら多い……」と紹介されるくだりがあるが、事実床屋と美容院が異常に多い。実在の地名を使っているため、ストーリーも事実ではないかと推測されるが、実際に貧しい宿に泊まったこととディテールの挿話以外は、つげのほぼ完全な創作である。作中に登場するラーメン屋で教えてもらった商人宿の「エビス屋」も実在しない。作品のオチには、芥川龍之介の『蜘蛛の糸』の一説が引用され、効果を上げている。 隣室から朗読が聞こえたというのは、フィクションではなく、実際に宿の子が遅くまで勉強していたが、『蜘蛛の糸』ではなく、このエピソードはつげが実家へ帰った際に妹が昔使っていた教科書を見たら『蜘蛛の糸』が載っていたことを思い出し、利用したが最初から使ってやろうと意図したものである。しかし、隣室から子供が深夜まで勉強していた声が聞こえたのは事実で、それ以外にも漫画中に実話のディテールをいくつか挿入している。つげは後に「あの宿は本当に惨めな宿でした」と回想している。また、当時は旅行情報の入手が難しい時代であったが、つげは宮本常一や柳田国男の本をはじめ、『図説日本文化地理体系』が旅行案内書風の作りになっていたため、辺鄙な場所を探すのに参考にしていた。また当時はいつかはそのような辺鄙な場所に隠棲したい思いが心の奥にあったため、場所探しの旅を兼ねていた。
当時つげは、ようやく一般誌にも描けるほどになっていたが、仕事は少なく水木しげるの仕事も辞め、将来の不安を感じ侘しさを抱えていた。漫画のネタを仕入れにわびしい場所へ行くという設定は、つげ自身の当時の心境を具現したものである。『蜘蛛の糸』のラストシーンでは心情が露わになるが、自分自身を客観視し、計算して描いたのだという。
写真家のマキエマキはつげ義春の熱心なファンだが、特に『リアリズムの宿』がお気に入りで、「宿じゅうの人が入った後のお湯がドロドロで汚い」とか「宿の子供が朗読をしているので眠れない」「おかみさんがサンビスしますと言ったけどサービスされた気が全然しなかった」とか。そういうのがたまらないと発言している。

### 書誌情報
1973年（昭和48年）11月、双葉社「漫画ストーリー」に掲載。
短編集『リアリズムの宿―つげ義春「旅」作品集』（双葉社アクションコミックス）ISBN 978-4575930603
に収録。

## 映画
成り行きで出会ってしまった男女3人のアテのない旅を描いたロード・ムービーでオフビートな笑いで綴ってゆく。ほぼオリジナルの物語に原作の気分やエピソードを溶け込ませているが、エピソードとして主に使われているのは「会津の釣り宿」の方である。英語題名は『Ramblers』

### ストーリー
同じく駆け出しの脚本家・坪井と映画監督・木下は、顔見知りではあるが友だちではない。はるばると東京からの旅を計画した共通の友人・船木が国英駅に現れず、仕方なく二人で温泉街を旅することになる。旅館は潰れているは、新たに見つけた宿では風変わりな外国人に釣った魚を売りつけられるが、宿の主人で持ち込んだウィスキーまでふんだくられる。「露天風呂」というのも屋内じゃないというだけの粗末な風呂。
波の荒い海岸で童貞だという木下と二人で話していると、服も鞄も全部海に流されてしまったという裸の女が走ってくる。東京から来た敦子で21歳だという。服を買ってあげたり、食事や宿を共にする。バスを待っているうちに突然、別のバスで女の子はどこかへ行ってしまう。
船木と一向に連絡がつかず、持ち金も底を突き、親切な人の家に泊めてもらうことにするが、家族が多くて別の宿をさがす。ようやくたどり着いた商人宿は部屋も風呂も料理も最悪だった。情けなくて、惨めで、笑うしかない二人。それでも、彼らの間には絆が芽生え、東京へ戻ったら一緒にホン（脚本）を書こうと約束する。
翌朝、宿を後にした二人は登校する女子高生の中に敦子の姿を見つける。小さく手を振る彼女に二人とも小さく微笑みを返す。

### キャスト
- 坪井小介　：　長塚圭史
- 木下俊弘　：　山本浩司
- 川島敦子　：　尾野真千子
- 一番目の宿男主人　：　サニー・フランシス
- 喫茶店の中年男・ポンちゃん　：　康すおん
- 船木テツヲ　：　山本剛史

### スタッフ
- 監督：山下敦弘
- 撮影：近藤龍人
- 脚本：向井康介
- 助監督：高倉雅昭
- 音楽：くるり（挿入歌「家出娘」）
- 企画：高野慎三

### おもなロケ地
- 国英駅（JR因美線、鳥取県鳥取市河原町） - 冒頭シーン
- 岩美駅（JR山陰本線、鳥取県岩美郡岩美町） - ラストシーン
- 三朝温泉（鳥取県東伯郡三朝町）
  - 旅館大橋（国登録有形文化財の宿）
- 鳥取県八頭郡智頭町（個人宅）
- 鳥取県気高郡青谷町（現・鳥取市）
- 鳥取県日野郡日南町
- 鳥取市湖山町
- 鳥取市河内

### 協力
出演協力
- 私立鳥取敬愛高等学校 - エキストラ出演協力

### 続編
- ランブラーズ２　(2021年)

## 参考サイト
- 映画『リアリズムの宿』感想/金ゐ國許 - ウェイバックマシン（2009年10月29日アーカイブ分）